# Tetraserica rungbongensis
Tetraserica rungbongensis är en skalbaggsart som beskrevs av Ahrens 2004. Tetraserica rungbongensis ingår i släktet Tetraserica och familjen Melolonthidae. Inga underarter finns listade i Catalogue of Life.